# Länder som deltagit i Eurovision Song Contest

Kartan visar när länderna debuterade i ESC:
Debuterade på 1950-talet
Debuterade på 1960-talet
Debuterade på 1970-talet
Debuterade på 1980-talet
Debuterade på 1990-talet
Debuterade på 2000-talet
Debuterade på 2010-talet

De deltagande länderna i Eurovision Song Contest är länder med nationella TV-bolag som är medlemmar i Europeiska Radio- och TV-unionen. Deltagarantalet har ökat från sju vid tävlingens start 1956 till som mest 43 länder 2008, 2011 och 2018.

## Deltagande länder under decennierna
Sedan musiktävlingen Eurovision Song Contest sändes första gången (1956) har totalt 51 länder deltagit. Tävlingen anordnas av Europeiska radio- och TV-unionen (EBU), och arrangeras årligen mellan medlemsländerna i unionen. Medlemsländerna består av programföretag från olika länder som, för att få vara med och delta i tävlingen, måste vara aktiva medlemmar i EBU. Varje programföretag som vill delta skickar in ett bidrag samt en artist till tävlingen. Länderna röstar sedan fram en vinnare, dvs. det land som året därpå får (om de vill) arrangera tävlingen. Antalet deltagande länder har genom åren ständigt ökat. Första året tävlade sju länder och som mest har 43 länder deltagit vid ett och samma år. Sedan 1990-talet har intresset ökat för tävlingen, varför EBU införde olika kvalificeringsregler och liknande. År 2004 skrotades detta system till fördel för en semifinal, som fyra år senare utökades till två.

### Tabellförklaringar
Nedan listas färgförklaringarna i tabellerna.
     Vinnare - Landet vann ESC detta året.
     Andra plats - Landet placerade sig på andra plats detta året.
     Tredje plats - Landet placerade sig på tredje plats detta året.
     Övriga deltagande - Landet placerade från fjärde plats till näst sist detta året.
     Sist - Landet placerade sig på sista plats i finalen detta året.
     Ej kvalificerad - Landet kvalificerade sig inte från en semifinal detta året.
     Diskvalificerad - Landet blev diskvalificerat från tävlingen detta året.
     Oklart för kommande år - Landet har bekräftat deltagande för nästkommande ESC.
     Deltog ej - Landet deltog inte i ESC detta året.
     Debutant - Landet debuterade under detta decenniet.
     Inställt - Tävlingen ställdes in detta året.
X Deltagare - Landet deltog i tävlingen detta året.
V Värdland - Landet var värdland i tävlingen detta året.

### 1950-talet
Det allra första året medverkade sju länder i tävlingen. Under de följande tre åren gjorde fem länder debut. Totalt tävlade 12 länder under 1950-talet.
| Land           | 1956 | 1957 | 1958 | 1959 |
| -------------- | ---- | ---- | ---- | ---- |
| Belgien        | X    | X    | X    | X    |
| Danmark        |      | X    | X    | X    |
| Frankrike      | X    | X    | X    | V    |
| Italien        | X    | X    | X    | X    |
| Luxemburg      | X    | X    | X    |      |
| Monaco         |      |      |      | X    |
| Nederländerna  | X    | X    | V    | X    |
| Schweiz        | V    | X    | X    | X    |
| Storbritannien |      | X    |      | X    |
| Sverige        |      |      | X    | X    |
| Västtyskland   | X    | V    | X    | X    |
| Österrike      |      | X    | X    | X    |

### 1960-talet
Under 1960-talet tävlade totalt 18 länder, varav sex gjorde sin debut.
| Land           | 1960 | 1961 | 1962 | 1963 | 1964 | 1965 | 1966 | 1967 | 1968 | 1969 |
| -------------- | ---- | ---- | ---- | ---- | ---- | ---- | ---- | ---- | ---- | ---- |
| Belgien        | X    | X    | X    | X    | X    | X    | X    | X    | X    | X    |
| Danmark        | X    | X    | X    | X    | V    | X    | X    |      |      |      |
| Finland        |      | X    | X    | X    | X    | X    | X    | X    | X    | X    |
| Frankrike      | X    | V    | X    | X    | X    | X    | X    | X    | X    | X    |
| Irland         |      |      |      |      |      | X    | X    | X    | X    | X    |
| Italien        | X    | X    | X    | X    | X    | V    | X    | X    | X    | X    |
| Jugoslavien    |      | X    | X    | X    | X    | X    | X    | X    | X    | X    |
| Luxemburg      | X    | X    | V    | X    | X    | X    | V    | X    | X    | X    |
| Monaco         | X    | X    | X    | X    | X    | X    | X    | X    | X    | X    |
| Nederländerna  | X    | X    | X    | X    | X    | X    | X    | X    | X    | X    |
| Norge          | X    | X    | X    | X    | X    | X    | X    | X    | X    | X    |
| Portugal       |      |      |      |      | X    | X    | X    | X    | X    | X    |
| Schweiz        | X    | X    | X    | X    | X    | X    | X    | X    | X    | X    |
| Spanien        |      | X    | X    | X    | X    | X    | X    | X    | X    | V    |
| Storbritannien | V    | X    | X    | V    | X    | X    | X    | X    | V    | X    |
| Sverige        | X    | X    | X    | X    |      | X    | X    | X    | X    | X    |
| Västtyskland   | X    | X    | X    | X    | X    | X    | X    | X    | X    | X    |
| Österrike      | X    | X    | X    | X    | X    | X    | X    | V    | X    |      |

### 1970-talet
Under 1970-talet tävlade totalt 22 länder, varav fyra gjorde sin debut. År 1975 infördes det nuvarande poängsystemet: 1-8, 10 och 12 poäng.
| Land           | 1970 | 1971 | 1972 | 1973 | 1974 | 1975 | 1976 | 1977 | 1978 | 1979 |
| -------------- | ---- | ---- | ---- | ---- | ---- | ---- | ---- | ---- | ---- | ---- |
| Belgien        | X    | X    | X    | X    | X    | X    | X    | X    | X    | X    |
| Danmark        |      |      |      |      |      |      |      |      | X    | X    |
| Finland        |      | X    | X    | X    | X    | X    | X    | X    | X    | X    |
| Frankrike      | X    | X    | X    | X    |      | X    | X    | X    | V    | X    |
| Grekland       |      |      |      |      | X    |      | X    | X    | X    | X    |
| Irland         | X    | V    | X    | X    | X    | X    | X    | X    | X    | X    |
| Israel         |      |      |      | X    | X    | X    | X    | X    | X    | V    |
| Italien        | X    | X    | X    | X    | X    | X    | X    | X    | X    | X    |
| Jugoslavien    | X    | X    | X    | X    | X    | X    | X    |      |      |      |
| Luxemburg      | X    | X    | X    | V    | X    | X    | X    | X    | X    | X    |
| Malta          |      | X    | X    |      |      | X    |      |      |      |      |
| Monaco         | X    | X    | X    | X    | X    | X    | X    | X    | X    | X    |
| Nederländerna  | V    | X    | X    | X    | X    | X    | V    | X    | X    | X    |
| Norge          |      | X    | X    | X    | X    | X    | X    | X    | X    | X    |
| Portugal       |      | X    | X    | X    | X    | X    | X    | X    | X    | X    |
| Schweiz        | X    | X    | X    | X    | X    | X    | X    | X    | X    | X    |
| Spanien        | X    | X    | X    | X    | X    | X    | X    | X    | X    | X    |
| Storbritannien | X    | X    | V    | X    | V    | X    | X    | V    | X    | X    |
| Sverige        |      | X    | X    | X    | X    | V    |      | X    | X    | X    |
| Turkiet        |      |      |      |      |      | X    |      |      | X    |      |
| Västtyskland   | X    | X    | X    | X    | X    | X    | X    | X    | X    | X    |
| Österrike      |      | X    | X    |      |      |      | X    | X    | X    | X    |

### 1980-talet
Under 1980-talet tävlade totalt 23 länder, varav tre gjorde sin debut. Marocko, som var ett av de tre debutländerna, har endast tävlat en gång i ESC: 1980. Det är också det hittills enda afrikanska land som har deltagit. 
| Land           | 1980 | 1981 | 1982 | 1983 | 1984 | 1985 | 1986 | 1987 | 1988 | 1989 |
| -------------- | ---- | ---- | ---- | ---- | ---- | ---- | ---- | ---- | ---- | ---- |
| Belgien        | X    | X    | X    | X    | X    | X    | X    | V    | X    | X    |
| Cypern         |      | X    | X    | X    | X    | X    | X    | X    |      | X    |
| Danmark        | X    | X    | X    | X    | X    | X    | X    | X    | X    | X    |
| Finland        | X    | X    | X    | X    | X    | X    | X    | X    | X    | X    |
| Frankrike      | X    | X    |      | X    | X    | X    | X    | X    | X    | X    |
| Grekland       | X    | X    |      | X    |      | X    |      | X    | X    | X    |
| Irland         | X    | V    | X    |      | X    | X    | X    | X    | V    | X    |
| Island         |      |      |      |      |      |      | X    | X    | X    | X    |
| Israel         |      | X    | X    | X    |      | X    | X    | X    | X    | X    |
| Italien        | X    |      |      | X    | X    | X    |      | X    | X    | X    |
| Jugoslavien    |      | X    | X    | X    | X    |      | X    | X    | X    | X    |
| Luxemburg      | X    | X    | X    | X    | V    | X    | X    | X    | X    | X    |
| Marocko        | X    |      |      |      |      |      |      |      |      |      |
| Nederländerna  | V    | X    | X    | X    | X    |      | X    | X    | X    | X    |
| Norge          | X    | X    | X    | X    | X    | X    | V    | X    | X    | X    |
| Portugal       | X    | X    | X    | X    | X    | X    | X    | X    | X    | X    |
| Schweiz        | X    | X    | X    | X    | X    | X    | X    | X    | X    | V    |
| Spanien        | X    | X    | X    | X    | X    | X    | X    | X    | X    | X    |
| Storbritannien | X    | X    | V    | X    | X    | X    | X    | X    | X    | X    |
| Sverige        | X    | X    | X    | X    | X    | V    | X    | X    | X    | X    |
| Turkiet        | X    | X    | X    | X    | X    | X    | X    | X    | X    | X    |
| Västtyskland   | X    | X    | X    | V    | X    | X    | X    | X    | X    | X    |
| Österrike      | X    | X    | X    | X    | X    | X    | X    | X    | X    | X    |

### 1990-talet
Under 1990-talet ökade intresset hos "icke-debutanterna" att deltaga. Under kalla kriget hade länderna i det dåvarande Östblocket aldrig deltagit i tävlingen, den sågs som ett västeuropeiskt arrangemang. När kommunismen föll, ville därför nyblivna demokratier gärna ansluta sig. Öst- och Västtyskland förenades 1990 till ett land, Sovjetunionen splittrades 1991, Jugoslavien delades upp under de första åren av 90-talet och de nya staterna som bildades började delta som nya debutanter. Därför steg antalet deltagande länder under 1990-talet till 35, varav 12 gjorde sin debut.
På grund av det stora intresset infördes olika kvalificeringsregler, som innebar att de länder som blev sämst placerade året innan fick avstå deltagande året därpå. 1996 infördes en kvalificeringsrond, som sedan innebar att Frankrike, Spanien, Storbritannien och Tyskland fick ingå i "The Big Four", det vill säga länder som alltid får vara med oavsett tidigare års placering, detta för att de bidrar mest ekonomiskt till tävlingen. Italien, som hade tävlat under många år, valde efter 1997 att inte deltaga på 14 år. Även Luxemburg valde efter 1994 att avstå från medverkan. 1997 började vissa länder införa telefonröstning istället för juryröstning, och året därpå hade i princip alla länder telefonröstning. Dock hade alla länder så kallad "back-up"-jury ifall telefonröstningen inte skulle fungera.
| Land                    | 1990 | 1991 | 1992 | 1993 | 1994 | 1995 | 1996 | 1997 | 1998 | 1999 |
| ----------------------- | ---- | ---- | ---- | ---- | ---- | ---- | ---- | ---- | ---- | ---- |
| Belgien                 | X    | X    | X    | X    |      | X    | X    |      | X    | X    |
| Bosnien och Hercegovina |      |      |      | X    | X    | X    | X    | X    |      | X    |
| Cypern                  | X    | X    | X    | X    | X    | X    | X    | X    | X    | X    |
| Danmark                 | X    | X    | X    | X    |      | X    | X    | X    |      | X    |
| Estland                 |      |      |      |      | X    |      | X    | X    | X    | X    |
| Finland                 | X    | X    | X    | X    | X    |      | X    |      | X    |      |
| Frankrike               | X    | X    | X    | X    | X    | X    | X    | X    | X    | X    |
| Grekland                | X    | X    | X    | X    | X    | X    | X    | X    | X    |      |
| Irland                  | X    | X    | X    | V    | V    | V    | X    | V    | X    | X    |
| Island                  | X    | X    | X    | X    | X    | X    | X    | X    |      | X    |
| Israel                  | X    | X    | X    | X    |      | X    | X    |      | X    | V    |
| Italien                 | X    | V    | X    | X    |      |      |      | X    |      |      |
| Jugoslavien             | V    | X    | X    |      |      |      |      |      |      |      |
| Kroatien                |      |      |      | X    | X    | X    | X    | X    | X    | X    |
| Litauen                 |      |      |      |      | X    |      |      |      |      | X    |
| Luxemburg               | X    | X    | X    | X    |      |      |      |      |      |      |
| Makedonien              |      |      |      |      |      |      | X    |      | X    |      |
| Malta                   |      | X    | X    | X    | X    | X    | X    | X    | X    | X    |
| Nederländerna           | X    |      | X    | X    | X    |      | X    | X    | X    | X    |
| Norge                   | X    | X    | X    | X    | X    | X    | V    | X    | X    | X    |
| Polen                   |      |      |      |      | X    | X    | X    | X    | X    | X    |
| Portugal                | X    | X    | X    | X    | X    | X    | X    | X    | X    | X    |
| Rumänien                |      |      |      |      | X    |      | X    |      | X    |      |
| Ryssland                |      |      |      |      | X    | X    | X    | X    |      |      |
| Schweiz                 | X    | X    | X    | X    | X    |      | X    | X    | X    |      |
| Slovakien               |      |      |      |      | X    |      | X    |      | X    |      |
| Slovenien               |      |      |      | X    |      | X    | X    | X    | X    | X    |
| Spanien                 | X    | X    | X    | X    | X    | X    | X    | X    | X    | X    |
| Storbritannien          | X    | X    | X    | X    | X    | X    | X    | X    | V    | X    |
| Sverige                 | X    | X    | V    | X    | X    | X    | X    | X    | X    | X    |
| Turkiet                 | X    | X    | X    | X    |      | X    | X    | X    | X    | X    |
| Tyskland                |      | X    | X    | X    | X    | X    | X    | X    | X    | X    |
| Ungern                  |      |      |      |      | X    | X    | X    | X    | X    |      |
| Västtyskland            | X    |      |      |      |      |      |      |      |      |      |
| Österrike               | X    | X    | X    | X    | X    | X    | X    | X    |      | X    |

### 2000-talet
Under 2000-talet ökade intresset för tävlingen ännu mer och hela 47 länder tävlade, varav 14 länder gjorde sin debut. På grund av det stora intresset infördes en semifinal 2004, där de länder som hade kommit på plats 11–26 året innan samt de länder som inte hade tävlat året innan fick tävla om tio platser i finalen. De länder som kom på plats 2–10 (samt "The Big Four" och värdlandet) blev direktkvalificerade till finalen. När trycket blev ännu högre infördes två semifinaler 2008. Detta innebar att alla länder, utom värdlandet och "The Big Four", blev tvungna att tävla i en av två semifinaler och kämpa om tio finalplatser för respektive semifinal. 2008 tävlade 43 länder, vilket blev det nya rekordet.
Fram till 2009 hade samtliga tävlande länder telefonröstning som resultat, dock med back-up-jurygrupper i nödfall. Detta innebar att röstningsresultatet liknade att grannländer röstade på varandra. Från det att semifinalerna infördes gick fler östeuropeiska än västeuropeiska länder till final. Kulmen nåddes år 2007 då alla tio finalplatser gick till östeuropeiska länder. På grund av detta valde EBU att låta göra om röstningssystemet. År 2009 infördes 50:50-röstning, vilket i finalen innebar, att alla länder hade jury- och telefonröstning, vars resultat kombinerades och varje land fick ut ett tredje resultat, som sedan användes som dess resultat. Under 2000-talet slogs maxpoängsrekordet om och om igen, med rekord av Norge som 2009 fick ihop hela 387 poäng.
Serbien gjorde debut 2007 och vann samma år. Det är första gången som ett land vinner samma år som de gör debut.
| Land                    | 2000 | 2001 | 2002 | 2003 | 2004 | 2005 | 2006 | 2007 | 2008 | 2009 |
| ----------------------- | ---- | ---- | ---- | ---- | ---- | ---- | ---- | ---- | ---- | ---- |
| Albanien                |      |      |      |      | X    | X    | X    | X    | X    | X    |
| Andorra                 |      |      |      |      | X    | X    | X    | X    | X    | X    |
| Armenien                |      |      |      |      |      |      | X    | X    | X    | X    |
| Azerbajdzjan            |      |      |      |      |      |      |      |      | X    | X    |
| Belgien                 | X    |      | X    | X    | X    | X    | X    | X    | X    | X    |
| Bosnien och Hercegovina |      | X    | X    | X    | X    | X    | X    | X    | X    | X    |
| Bulgarien               |      |      |      |      |      | X    | X    | X    | X    | X    |
| Cypern                  | X    |      | X    | X    | X    | X    | X    | X    | X    | X    |
| Danmark                 | X    | V    | X    |      | X    | X    | X    | X    | X    | X    |
| Estland                 | X    | X    | V    | X    | X    | X    | X    | X    | X    | X    |
| Finland                 | X    |      | X    |      | X    | X    | X    | V    | X    | X    |
| Frankrike               | X    | X    | X    | X    | X    | X    | X    | X    | X    | X    |
| Georgien                |      |      |      |      |      |      |      | X    | X    |      |
| Grekland                |      | X    | X    | X    | X    | X    | V    | X    | X    | X    |
| Irland                  | X    | X    |      | X    | X    | X    | X    | X    | X    | X    |
| Island                  | X    | X    |      | X    | X    | X    | X    | X    | X    | X    |
| Israel                  | X    | X    | X    | X    | X    | X    | X    | X    | X    | X    |
| Kroatien                | X    | X    | X    | X    | X    | X    | X    | X    | X    | X    |
| Lettland                | X    | X    | X    | V    | X    | X    | X    | X    | X    | X    |
| Litauen                 |      | X    | X    | X    | X    | X    | X    | X    | X    | X    |
| Makedonien              | X    |      | X    |      | X    | X    | X    | X    | X    | X    |
| Malta                   | X    | X    | X    | X    | X    | X    | X    | X    | X    | X    |
| Moldavien               |      |      |      |      |      | X    | X    | X    | X    | X    |
| Monaco                  |      |      |      |      | X    | X    | X    |      |      |      |
| Montenegro              |      |      |      |      |      |      |      | X    | X    | X    |
| Nederländerna           | X    | X    |      | X    | X    | X    | X    | X    | X    | X    |
| Norge                   | X    | X    |      | X    | X    | X    | X    | X    | X    | X    |
| Polen                   |      | X    |      | X    | X    | X    | X    | X    | X    | X    |
| Portugal                |      | X    |      | X    | X    | X    | X    | X    | X    | X    |
| Rumänien                | X    | X    | X    | X    | X    | X    | X    | X    | X    | X    |
| Ryssland                | X    | X    | X    | X    | X    | X    | X    | X    | X    | V    |
| San Marino              |      |      |      |      |      |      |      |      | X    |      |
| Schweiz                 | X    |      | X    |      | X    | X    | X    | X    | X    | X    |
| Serbien                 |      |      |      |      |      |      |      | X    | V    | X    |
| Serbien och Montenegro  |      |      |      |      | X    | X    |      |      |      |      |
| Slovakien               |      |      |      |      |      |      |      |      |      | X    |
| Slovenien               |      |      | X    | X    | X    | X    | X    | X    | X    | X    |
| Spanien                 | X    | X    | X    | X    | X    | X    | X    | X    | X    | X    |
| Storbritannien          | X    | X    | X    | X    | X    | X    | X    | X    | X    | X    |
| Sverige                 | V    | X    | X    | X    | X    | X    | X    | X    | X    | X    |
| Tjeckien                |      |      |      |      |      |      |      | X    | X    | X    |
| Turkiet                 | X    | X    | X    | X    | V    | X    | X    | X    | X    | X    |
| Tyskland                | X    | X    | X    | X    | X    | X    | X    | X    | X    | X    |
| Ukraina                 |      |      |      | X    | X    | V    | X    | X    | X    | X    |
| Ungern                  |      |      |      |      |      | X    |      | X    | X    | X    |
| Vitryssland             |      |      |      |      | X    | X    | X    | X    | X    | X    |
| Österrike               | X    |      | X    | X    | X    | X    |      | X    |      |      |

### 2010-talet
Under 2010-talet har antalet tävlingsländer hittills varit som högst 43 stycken och som lägst 37 stycken. Ett antal comebacker gjordes såsom Italien (2011), Montenegro (2012) och Tjeckien (2015), liksom att länder valde att hoppa av (Bosnien och Hercegovina, Bulgarien, Serbien och Turkiet) för att sedan återvända till tävlingen och hoppa av igen osv. Italien blev vid sin comeback en del av "The Big Four" som då bytte namn till "The Big Five". 2015 gjorde Australien debut i Eurovision Song Contest.
Under 2010-talet har EBU i den mån det gått försökt förhindra grannlandsröstning, genom att ha kombinerad jury- och telefonröstning i varje land som slutresultat. Denna kombinering har gjort att länder som Armenien, Bosnien och Hercegovina, Georgien, Grekland och Turkiet, som i vanliga fall haft lätt kvalificera sig till final enbart på telefonröstning, vid minst ett tillfälle under decenniet missat finalplats. En annan händelse som också varit aktuell är att finanskris och ekonomiska/politiska oroligheter gjort att vissa länder har valt att avstå tävlan vissa år, medan andra avstår tävlan av olika principer. 2016 diskvalificerades Rumänien då landets nationella TV-bolag vägrat betala sina avgifter till EBU. Landet hade anmält sig inför tävlingen att delta och hade dessutom blivit tilldelade en semifinal och ett startnummer i samband med att diskvalificeringen skedde.
Sverige är det enda landet som har lyckats vinna tävlingen mer än en gång under detta decennium. Senast ett liknande fall skedde var under 1990-talet då Irland vann fyra gånger på fem år.
| Land                    | 2010 | 2011 | 2012 | 2013 | 2014 | 2015 | 2016 | 2017 | 2018 | 2019 |
| ----------------------- | ---- | ---- | ---- | ---- | ---- | ---- | ---- | ---- | ---- | ---- |
| Albanien                | X    | X    | X    | X    | X    | X    | X    | X    | X    | X    |
| Armenien                | X    | X    |      | X    | X    | X    | X    | X    | X    | X    |
| Australien              |      |      |      |      |      | X    | X    | X    | X    | X    |
| Azerbajdzjan            | X    | X    | V    | X    | X    | X    | X    | X    | X    | X    |
| Belgien                 | X    | X    | X    | X    | X    | X    | X    | X    | X    | X    |
| Bosnien och Hercegovina | X    | X    | X    |      |      |      | X    |      |      |      |
| Bulgarien               | X    | X    | X    | X    |      |      | X    | X    | X    |      |
| Cypern                  | X    | X    | X    | X    |      | X    | X    | X    | X    | X    |
| Danmark                 | X    | X    | X    | X    | V    | X    | X    | X    | X    | X    |
| Estland                 | X    | X    | X    | X    | X    | X    | X    | X    | X    | X    |
| Finland                 | X    | X    | X    | X    | X    | X    | X    | X    | X    | X    |
| Frankrike               | X    | X    | X    | X    | X    | X    | X    | X    | X    | X    |
| Georgien                | X    | X    | X    | X    | X    | X    | X    | X    | X    | X    |
| Grekland                | X    | X    | X    | X    | X    | X    | X    | X    | X    | X    |
| Irland                  | X    | X    | X    | X    | X    | X    | X    | X    | X    | X    |
| Island                  | X    | X    | X    | X    | X    | X    | X    | X    | X    | X    |
| Israel                  | X    | X    | X    | X    | X    | X    | X    | X    | X    | V    |
| Italien                 |      | X    | X    | X    | X    | X    | X    | X    | X    | X    |
| Kroatien                | X    | X    | X    | X    |      |      | X    | X    | X    | X    |
| Lettland                | X    | X    | X    | X    | X    | X    | X    | X    | X    | X    |
| Litauen                 | X    | X    | X    | X    | X    | X    | X    | X    | X    | X    |
| Malta                   | X    | X    | X    | X    | X    | X    | X    | X    | X    | X    |
| Moldavien               | X    | X    | X    | X    | X    | X    | X    | X    | X    | X    |
| Montenegro              |      |      | X    | X    | X    | X    | X    | X    | X    | X    |
| Nederländerna           | X    | X    | X    | X    | X    | X    | X    | X    | X    | X    |
| Nordmakedonien          | X    | X    | X    | X    | X    | X    | X    | X    | X    | X    |
| Norge                   | V    | X    | X    | X    | X    | X    | X    | X    | X    | X    |
| Polen                   | X    | X    |      |      | X    | X    | X    | X    | X    | X    |
| Portugal                | X    | X    | X    |      | X    | X    |      | X    | V    | X    |
| Rumänien                | X    | X    | X    | X    | X    | X    |      | X    | X    | X    |
| Ryssland                | X    | X    | X    | X    | X    | X    | X    |      | X    | X    |
| San Marino              |      | X    | X    | X    | X    | X    | X    | X    | X    | X    |
| Schweiz                 | X    | X    | X    | X    | X    | X    | X    | X    | X    | X    |
| Serbien                 | X    | X    | X    | X    |      | X    | X    | X    | X    | X    |
| Slovakien               | X    | X    | X    |      |      |      |      |      |      |      |
| Slovenien               | X    | X    | X    | X    | X    | X    | X    | X    | X    | X    |
| Spanien                 | X    | X    | X    | X    | X    | X    | X    | X    | X    | X    |
| Storbritannien          | X    | X    | X    | X    | X    | X    | X    | X    | X    | X    |
| Sverige                 | X    | X    | X    | V    | X    | X    | V    | X    | X    | X    |
| Tjeckien                |      |      |      |      |      | X    | X    | X    | X    | X    |
| Turkiet                 | X    | X    | X    |      |      |      |      |      |      |      |
| Tyskland                | X    | V    | X    | X    | X    | X    | X    | X    | X    | X    |
| Ukraina                 | X    | X    | X    | X    | X    |      | X    | V    | X    |      |
| Ungern                  |      | X    | X    | X    | X    | X    | X    | X    | X    | X    |
| Vitryssland             | X    | X    | X    | X    | X    | X    | X    | X    | X    | X    |
| Österrike               |      | X    | X    | X    | X    | V    | X    | X    | X    | X    |

### 2020-talet
| Land           | 2020 | 2021 | 2022 | 2023 | 2024 | 2025 | 2026 |
| -------------- | ---- | ---- | ---- | ---- | ---- | ---- | ---- |
| Albanien       | X    | X    | X    | X    | X    | X    | X    |
| Armenien       | X    |      | X    | X    | X    | X    |      |
| Australien     | X    | X    | X    | X    | X    | X    | X    |
| Azerbajdzjan   | X    | X    | X    | X    | X    | X    | X    |
| Belarus        | X    |      |      |      |      |      |      |
| Belgien        | X    | X    | X    | X    | X    | X    | X    |
| Bulgarien      | X    | X    | X    |      |      |      |      |
| Cypern         | X    | X    | X    | X    | X    | X    | X    |
| Danmark        | X    | X    | X    | X    | X    | X    | X    |
| Estland        | X    | X    | X    | X    | X    | X    |      |
| Finland        | X    | X    | X    | X    | X    | X    | X    |
| Frankrike      | X    | X    | X    | X    | X    | X    | X    |
| Georgien       | X    | X    | X    | X    | X    | X    |      |
| Grekland       | X    | X    | X    | X    | X    | X    | X    |
| Irland         | X    | X    | X    | X    | X    | X    |      |
| Island         | X    | X    | X    | X    | X    | X    |      |
| Israel         | X    | X    | X    | X    | X    | X    | X    |
| Italien        | X    | X    | V    | X    | X    | X    | X    |
| Kroatien       | X    | X    | X    | X    | X    | X    |      |
| Lettland       | X    | X    | X    | X    | X    | X    | X    |
| Litauen        | X    | X    | X    | X    | X    | X    | X    |
| Luxemburg      |      |      |      |      | X    | X    | X    |
| Malta          | X    | X    | X    | X    | X    | X    | X    |
| Moldavien      | X    | X    | X    | X    | X    |      |      |
| Montenegro     |      |      | X    |      |      | X    | X    |
| Nederländerna  | V    | V    | X    | X    | X    | X    | X    |
| Nordmakedonien | X    | X    | X    |      |      |      |      |
| Norge          | X    | X    | X    | X    | X    | X    | X    |
| Polen          | X    | X    | X    | X    | X    | X    |      |
| Portugal       | X    | X    | X    | X    | X    | X    |      |
| Rumänien       | X    | X    | X    | X    |      |      |      |
| Ryssland       | X    | X    |      |      |      |      |      |
| San Marino     | X    | X    | X    | X    | X    | X    | X    |
| Schweiz        | X    | X    | X    | X    | X    | V    | X    |
| Serbien        | X    | X    | X    | X    | X    | X    | X    |
| Slovenien      | X    | X    | X    | X    | X    | X    |      |
| Spanien        | X    | X    | X    | X    | X    | X    | X    |
| Storbritannien | X    | X    | X    | V    | X    | X    | X    |
| Sverige        | X    | X    | X    | X    | V    | X    | X    |
| Tjeckien       | X    | X    | X    | X    | X    | X    |      |
| Tyskland       | X    | X    | X    | X    | X    | X    | X    |
| Ukraina        | X    | X    | X    | X    | X    | X    |      |
| Österrike      | X    | X    | X    | X    | X    | X    | V    |

## Icke-debutanter

### Länder som hoppat av tävlingen
| Land     | Anmärkning |
| -------- | --- |
| Libanon  | Libanon skulle ha varit med i Kiev 2005, men drog sig ur tävlingen då landets TV-lagar inte tillät att Israels bidrag visades. Landet fick som straff tre års avstängning för att de inte ställde upp i tävlingen trots att de anmält sig. |
| Tunisien | Tunisien skulle ha varit med 1977 och lottades att starta som nummer fyra i finalen, men drog sig sent ur tävlingen utan någon förklaring.                                                                                                 |

### Länder som visat intresse
| Land          | Anmärkning |
| ------------- | --- |
| Algeriet      | Det finns intresse i Algeriet för att delta i tävlingen, men det finns också motstånd mot att ställa upp så länge Israel är med. Motståndet är idag mindre och mer marginaliserat. |
| Kazakstan     | Kazakstan har inte deltagit i Eurovision Song Contest, och förhandlar om medlemskap i EBU. Det statliga TV-bolaget (K-1) har hoppats på godkänt EBU-medlemskap sedan 2008, vilket krävs för deltagande. Kazakstan har sänt Eurovision Song Contests från 2010 och framåt. |
| Kosovo        | Kosovo försökte efter sin självständighetsförklaring delta 2009, men på grund av att landets TV-bolag inte var medlem i EBU så blev det stopp för planerna. Även om Kosovo är erkänt som självständigt av ett stort antal länder är inte Kosovo erkänt som självständigt internationellt av bland annat FN och EU, vilket försvårar möjligheterna för Kosovo att ansluta sig till EBU. Våren 2012 ansåg EBU att Kosovo omöjligen kan ställa upp i ett ESC. |
| Liechtenstein | Det lilla landet Liechtenstein har försökt vara med i tävlingen, men hade vid försöken inte något nationellt TV- eller radiobolag som blivit medlem i EBU. Till dess kan landet inte medverka i tävlingen. |
| Qatar         | Är inaktiv medlem i EBU. Landet har dock visat intresse av att deltaga, eftersom landet sände en icke-tävlingsdelegation till ESC 2009, som var intresserade att få tävla i ESC. |
| Palestina     | Är inte medlem i EBU och får därför inte deltaga. Landet har dock visat intresse av att deltaga. |
| Zambia        | Zambia har länge velat delta men landet uppfyller inte kraven som EBU tagit fram. Till dess kan landet inte medverka i tävlingen. |

### Länder som inte har intresse av att deltaga
| Land          | Anmärkning |
| ------------- | --- |
| Egypten       | |
| Jordanien     | Landet har visat ESC vid några tillfällen, men censurerat bort Israels bidrag, vilket inte är tillåtet om man ska deltaga i tävlingen.                                  |
| Libyen        | |
| Vatikanstaten | Då landets nationella TV-bolags programutbud endast består av religiösa sändningar på latin, har man därför meddelat att man inte är intresserade av att deltaga i ESC. |